# Shoemaker–Levy 9
Shoemaker-Levy 9 (SL9 eller formellt kallad D/1993 F2) var en komet som kolliderade med Jupiter 1994, vilket blev den första direkta observationen av två objekt i solsystemet som kolliderar. Då är kollisioner mellan jorden och andra objekt ej medräknade. Detta skapade mycket publicitet i media och SL9 följdes noggrant av astronomer över hela världen. Kometen gav mycket information om Jupiter och dess atmosfär och kollisionen illustrerade Jupiters roll som "dammsugare" av mindre objekt i det inre solsystemet.
Shoemaker-Levy 9 upptäcktes av astronomerna Carolyn och Eugene M. Shoemaker samt David H. Levy.  Den observerades natten den 24 mars 1993, på ett fotografi taget med ett 0,4 meters teleskop på Mount Palomar i Kalifornien. Kometen är den första som har observerats medan den kretsade runt en planet, snarare än runt solen.
SL9 bestod av flera delar som mätte uppemot två kilometer i diameter och man tror att kometen splittrades av Jupiters tidvattenskrafter under en nära passage i juli 1992. Dessa fragment kolliderade med Jupiters södra hemisfär mellan den 16 juli och den 22 juli 1994 och flera observatörer, däribland David Levy, beskrev ärren efter nedslagen som mer synliga än den stora röda fläcken.

## Upptäckt
Shoemaker-Levy 9 upptäcktes natten den 24 mars 1993 av paret Shoemaker och Levy i ett fotografi taget med ett 0,4 meters teleskop på Mount Palomar i Kalifornien medan man höll på med ett observationsprogram för att upptäcka jordnära objekt. Olikt alla andra kometer som upptäckts tidigare kretsade den runt Jupiter snarare än solen.  Upptäckten av kometen gjordes av en ren tillfällighet, men den överskuggade snabbt resultaten från det ordinarie observationsprogrammet.
SL9 är den nionde periodiska kometen (en komet med en omloppstid på mindre än 200 år) som upptäckts av paret Shoemaker och Levy, därav dess namn. Den var dock deras elfte komet totalt eftersom de även har upptäckt två icke-periodiska kometer som namnges på ett annat sätt. Upptäckten av SL9 tillkännagavs i IAU Circular 5725 den 27 mars 1993. Strax efteråt fann andra astronomer kometen i bilder tagna före den 24 mars, bland annat Kin Endate i ett fotografi taget den 15 mars, Satoru Otomo den 17 mars, ett team lett av Eleanor Helin i bilder från den 19 mars samt av den svenske astronomen Mats Lindgren.
Upptäcktsbilderna gav en första antydan om att SL9 var en ovanlig komet. Det såg ut som om den hade mer än en kärna i ett avlångt område, ungefär 50 bågsekunder långt och 10 bågsekunder brett. Brian Marsden vid Central Bureau for Astronomical Telegrams noterade att kometen endast låg omkring 4° från Jupiter sett från jorden. Dess skenbara rörelse antydde att den fysiskt var nära gasjätten. På grund av detta föreslog han att paret Shoemakers och David Levy hade upptäckt delar av en komet som splittrats av Jupiters gravitation.

### En komet i omloppsbana runt Jupiter

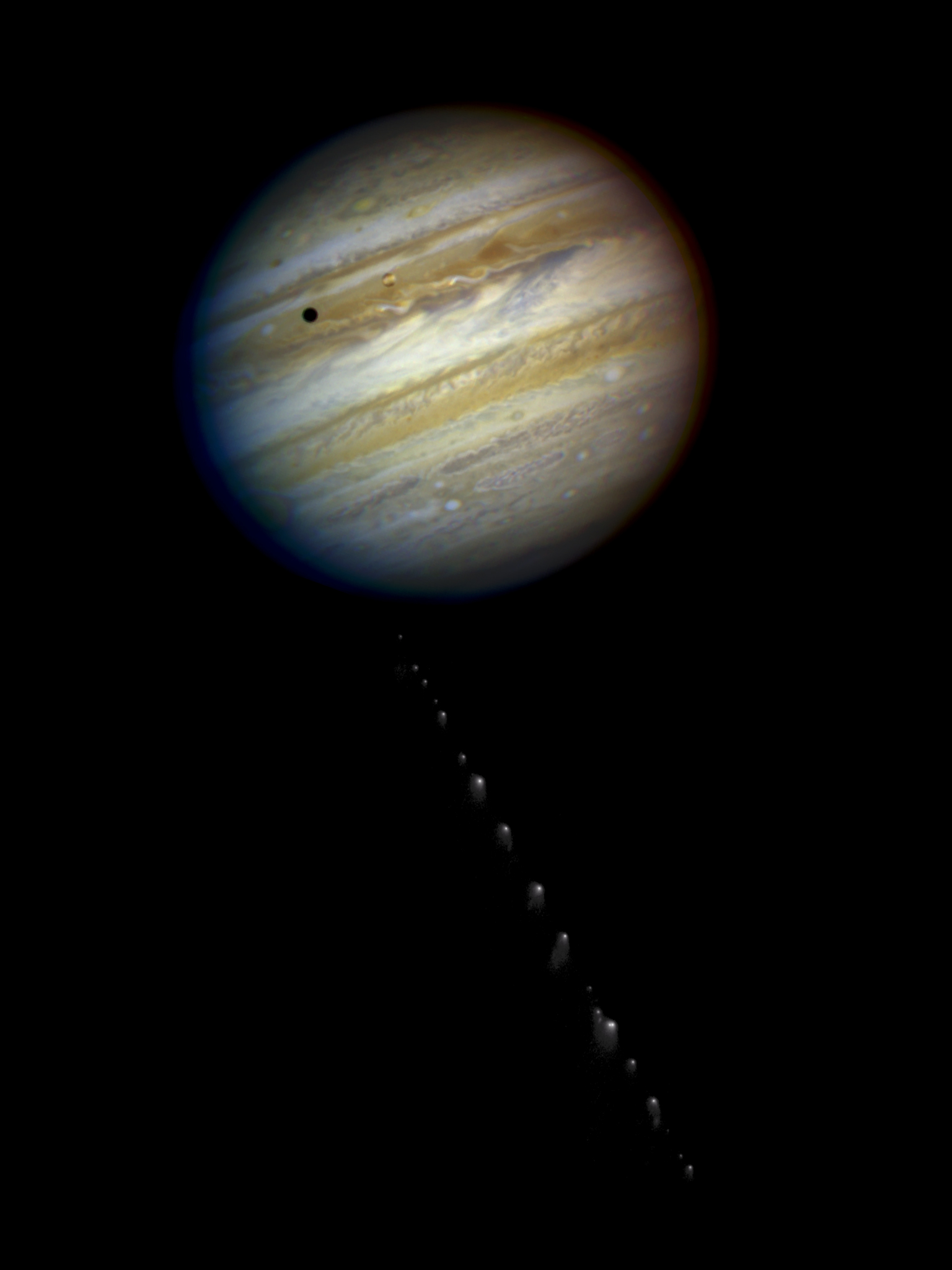
Ett montage av bilder av Jupiter och kometen, som visar den relativa skalan och vinkel av nedslag.

När man studerade den nya kometens omloppsbana kom man snart fram till att den, olikt alla andra kometer, kretsade runt Jupiter istället för solen. Dess omloppsbana runt Jupiter var löst bunden, med en omloppstid på 2 år och ett största avstånd på 0,33 AU (49,4 miljoner kilometer). Dess omloppsbana var mycket excentrisk (0,9986).
När man spårade kometens omloppsbana bakåt i tiden kom man fram till att kometen hade kretsat runt Jupiter ett tag. Det är mest troligt att kometen fångades upp i omloppsbana runt solen i början av 1970-talet, fast det kan redan ha inträffat i mitten av 1960-talet. Inga bilder av kometen som är tagna före mars 1993 har hittills hittats. Innan kometen fångades in av Jupiter, var kometen troligtvis en kort-periodisk komet med ett aphelium precis innanför Jupiters omloppsbana, och ett perihelium i asteroidbältet.
Kometen hade passerat extremt nära Jupiter den 7 juli 1992, endast ungefär 40 000 km över planetens molnbas, ett avstånd mindre än Jupiters radie på 70 000 km och innanför omloppsbanan för Metis, Jupiters innersta måne, liksom planetens Roche-gräns där tidvattenkrafterna är så starka att en himlakropp normalt inte kan hållas ihop av sin egen gravitation. Även om kometen hade passerat nära Jupiter tidigare var passagen den 7 juli troligen den närmaste, och man antar att kometen splittrades vid denna passage. Varje fragment i kometen fick en bokstav i alfabetet, från "fragment A" till "fragment W". Denna metod har använts tidigare vid andra splittrade kometer.
Ännu mer spännande för astronomerna var att beräkningarna av omloppsbanan visade att kometen skulle passera inom 45 000 km från Jupiters centrum, ett avstånd mindre än planetens radie. Detta betydde att kometen sannolikt skulle kollidera med Jupiter i juli 1994. Studier visade att fragmenten, en efter en, skulle plöja in i Jupiters atmosfär över en tidsperiod på fem dagar.

### Förutsägelser om kollisionen
Upptäckten att kometen skulle kollidera med Jupiter orsakade en allmän upphetsning bland astronomer då man för första gången skulle få se en kollision mellan två himlakroppar i solsystemet. Intensiva studier av kometen gjordes och dess omloppsbana blev mer exakt bestämd. Det blev nu klart att en kollision skulle ske. Kollisionen skulle ge en unik möjlighet för forskare att titta in i Jupiters atmosfär eftersom kollisionerna förutspåddes kasta upp material som normalt ligger gömt under molnbädden.
Astronomer uppskattade att de synliga fragmenten av SL9 var mellan några hundra meter till maximalt några kilometer i diameter baserat på antagandet att den ursprungliga kärnan var omkring 5 km i diameter, något större än Hyakutakes komet. En av de större debatterna var om effekterna av dessa små himlakroppar skulle vara synbara från jorden eller stanna vid en ljusblixt som vid ett stjärnfall.
Andra föreslagna effekter av kollisionen var att seismiska vågor skulle spridas över planeten, en ökning av den stratosfäriska dimman på planeten på grund av damm från nedslagen, och en ökning av massan i Jupiters ringsystem. Men man var försiktig i sina förutsägelser då man tidigare inte studerat någonting liknande.

## Kollisionerna

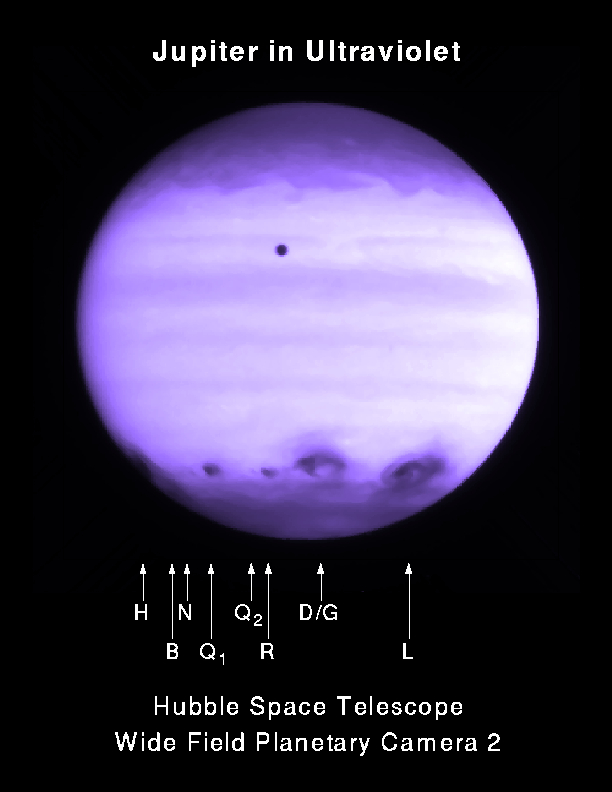
Jupiter i ultraviolett (ungefär 2,5 h efter "fragment R:s" kollision)

Förväntningarna var höga när datumet för kollisionen närmade sig och astronomerna riktade sina teleskop mot Jupiter. Flera rymdobservatorier gjorde samma sak, bland annat Rymdteleskopet Hubble, röntgensatelliten ROSAT och särskilt rymdsonden Galileo som 1996 skulle gå in i omloppsbana runt Jupiter. Medan nedslagen skulle inträffa på den sida av Jupiter som är vänd bort ifrån jorden, skulle Galileo, på 1,6 AU:s avstånd från Jupiter, kunna observera nedslagen medan de inträffade. Jupiters snabba rotation skulle visa upp nedslagsplatsen för jordbaserade observatörer endast några minuter senare.
Två andra rymdsonder gjorde observationer vid tidpunkten för kollisionerna: Ulysses, huvudsakligen konstruerad för solobservationer, riktades mot Jupiter från dess plats 2,6 AU från Jupiter och den mer avlägsna Voyager 2, belägen ungefär 44 AU från Jupiter, programmerades för att titta efter radiostrålning på frekvenserna 1–390 kHz.

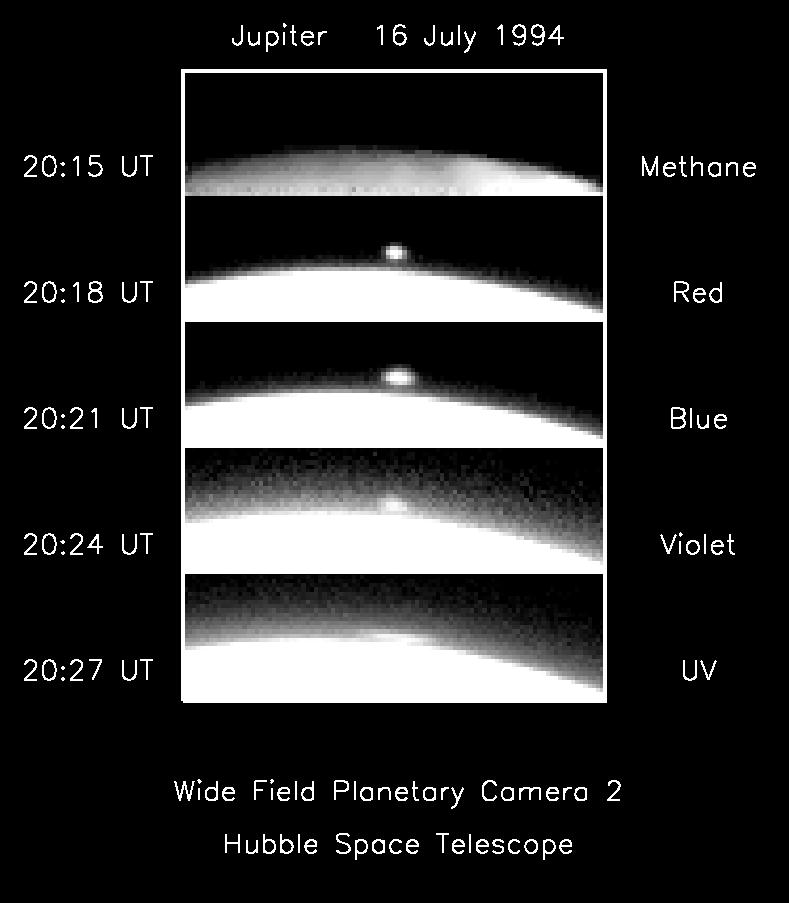
Bilder från Hubble visar ett eldklot från det första nedslaget strax över Jupiters kant.

Den första kollisionen inträffade vid 20:15 UTC den 16 juli 1994 när "fragment A"  störtade in i Jupiters södra hemisfär med en hastighet på ungefär 60 km/s. Instrument ombord på Galileo visade att eldklotet nådde en högsta temperatur på 24 000 K, jämfört med den normala molntemperaturen på omkring 130 K innan klotet expanderade och snabbt svalnade ner till 1500 K efter 40 sekunder. Plymen från eldklotet nådde snabbt en höjd på över 3 000 km.
Några minuter efter att eldklotet upptäckts mätte Galileo ytterligare en temperaturstigning. Detta berodde troligen på att utkastat material fallit tillbaka på planeten igen. Jordbaserade observationer upptäckte eldklotet när det steg över Jupiters kant, några få minuter efter den inledande kollisionen.
Astronomer hade förväntat sig att man skulle få se eldklot efter kollisionen men man hade inte föreställts sig hur synliga effekterna på atmosfären skulle vara från jorden. Observatörer såg snart en stor mörk fläck efter den första kollisionen. Fläcken syntes till och med i mycket små teleskop och hade en diameter på omkring 12 000 km. Denna och efterföljande fläckar tror man ha bildats av rester efter kollisionen. De var påfallande asymmetriska då de bildade en bågform i linje med nedslagen.
Under de sex följande dagarna observerades 21 nedslag. Det största kom den 18 juli kl 07:34 UTC när "fragment G" kolliderade med Jupiter. Kollisionen skapade den ovan nämnda 12 000 km stora fläcken och man uppskattar mängden energi som frigjordes till 6 000 000 megaton TNT (600 gånger jordens samlade kärnvapenarsenal). Två nedslag tolv timmar mellan varandra skapade en fläck av ungefär samma storlek som "fragment G":s och nedslagen fortsatte till den 22 juli då "fragment W" störtade in i planeten.

## Observationer och upptäckter

### Kemiska studier
Astronomer hoppades att dessa observationer skulle ge en första glimt av vad som finns under Jupiters moln när lägre liggande material knuffades upp av kometfragment. Astronomiska spektroskopistudier visade på diatomiskt svavel (S2) och koldisulfid (CS2), ingendera hade tidigare observerat på Jupiter. Andra molekyler som upptäcktes var ammoniak (NH3) och vätesulfid (H2S). Mängden svavel var mycket högre än vad man hade förväntat sig i en liten kometkärna. Till astronomernas förvåning hittades inga syrebärande molekyler såsom svaveldioxid.
På samma sätt hittade man spår av tunga atomer såsom järn, magnesium och kisel. Detta i de mängder som man förväntar sig hitta i en komet. Även om man hittade vatten så var det mindre än förväntat. Detta kan bero på att de förväntade molnlagren av vatten inte existerar, är tunnare än väntat eller på grund av att kometfragmenten inte trängde tillräckligt djupt ner i Jupiter.

### Seismiska vågor
Som man tidigare hade förutspått, så skulle kollisionerna generera enorma seismiska vågor som skulle färdas över planeten i hastigheter på omkring 450 km/s. Dessa observerades under två timmar efter de största nedslagen. Det verkar som att dessa vågor fortplantades i stratosfären och inte som förväntat i de djupare liggande vattenrika molnlagren. Detta kanske för att fragmenten aldrig nådde så långt ner som till dessa molnlager.

### Andra observationer

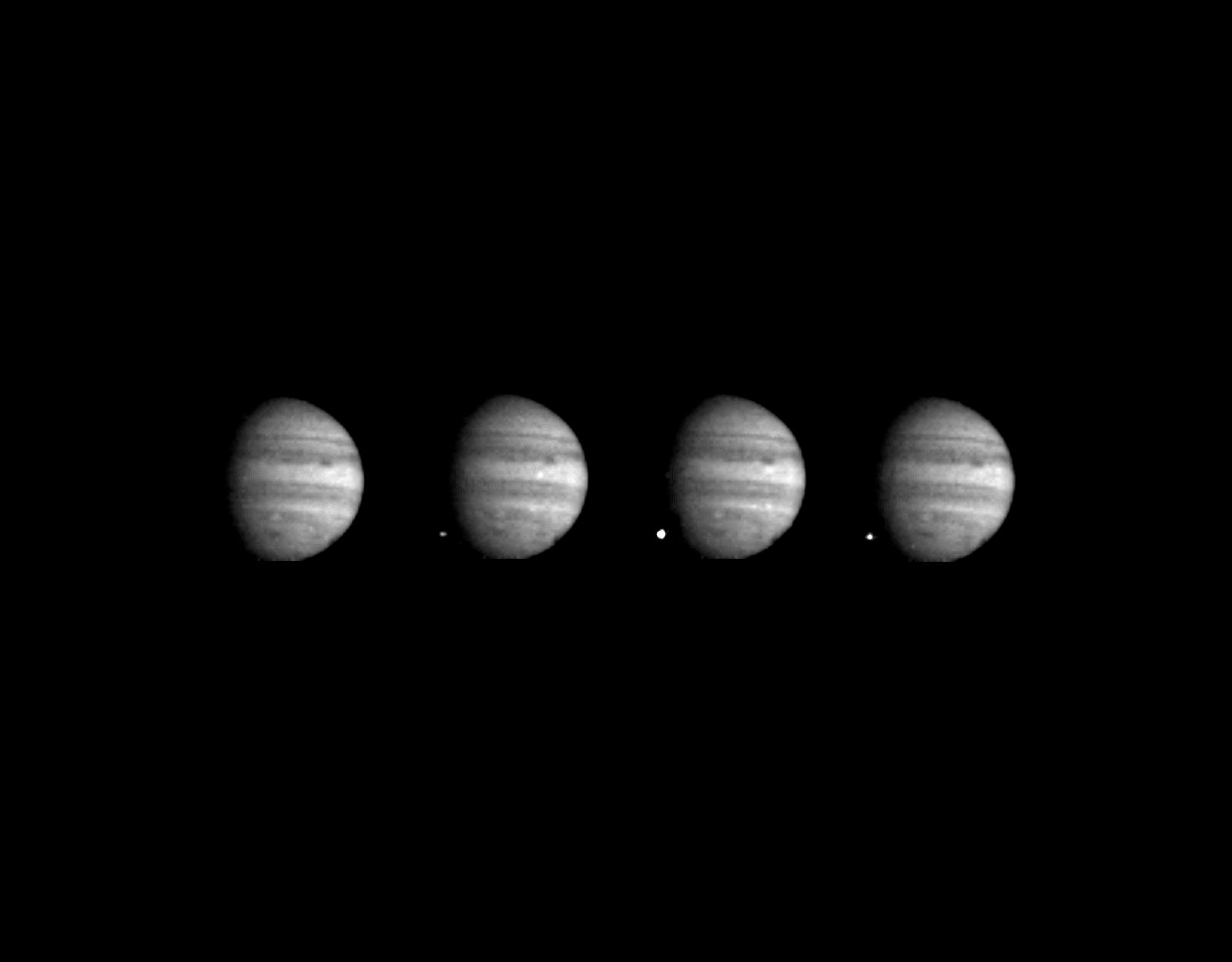
En sekvens med bilder tagna av Galileo med flera sekunders mellanrum, visar eldklotet som skapas av "fragment G" på Jupiters mörka sida.

Radioobservationer visade en skarp ökning i den kontinuerliga strålning vid våglängden 21 cm efter det största nedslaget, vilket nådde som mest 120 % av den normala strålningen från planeten. Man tror att detta orsakades av inströmning av elektroner med hastigheter nära ljusets i Jupiters magnetosfär efter kometnedslagen.
En timme efter att fragment K's nedslag noterades polarsken i anslutning till nedslagsplatsen, såväl som på den motsatta sidan av planeten. Orsaken till detta fenomen kunde inte helt förklaras då man saknar kunskap om Jupiters magnetfält. En möjlig förklaring kan vara att laddade partiklar accelererats upp från nedslagsplatsen och orsakat polarskenet.

## Analyser efter nedslaget

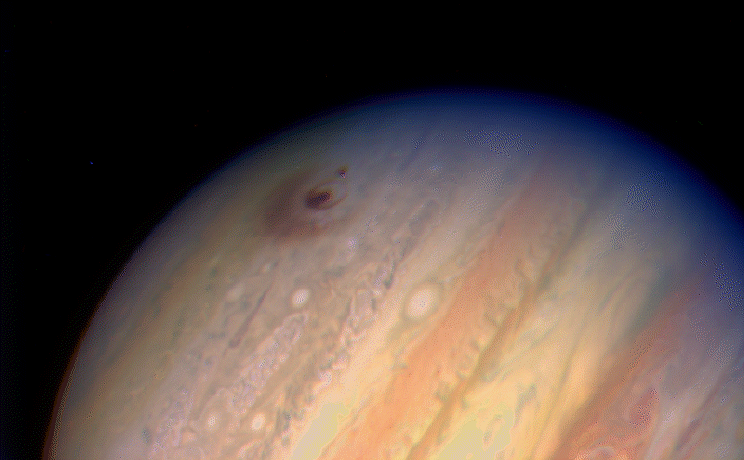
Fragment G kolliderar.

En av överraskningarna vid nedslagen var den låga mängden vatten som hittades jämfört med tidigare förutsägelser. Före nedslaget hade modeller av Jupiters atmosfär antytt att det största fragmentet skulle slitas sönder vid ett tryck på mellan 30 kilopascal till några tiotal megapascal, varvid, enligt vissa modeller, fragmenten skulle tränga in i ett vattenrikt molnlager och en blåaktig dimma skulle svepa in delar av Jupiter.
Astronomer gjorde aldrig några observationer av stora mängder vatten vid kollisionerna. Senare studier visar att kometfragmenten förstördes vid högre höjd, vid ett tryck av 250 kilopascal, långt över de förväntade vattenlagren. De minsta fragmenten förstördes troligen innan de ens nådde de yttersta molnlagren.

## Långvariga effekter
De synliga ärren efter nedslagen var synliga på Jupiter under flera månader. De var extremt framträdande och observatörer beskrev dem som synligare än den stora röda fläcken. En genomsökning av historiska observationer avslöjar att den röda fläcken troligen är den mest framträdande strukturen som någonsin har observerats på planeten tidigare. Därför tror man inte att det någonsin har rapporterats om någon fläck som varit lika framträdande som de efter SL9:s nedslag.
Spektroskopiska studier visar att ammoniak och koldisulfid fanns kvar i atmosfären åtminstone under fjorton månader efter kollisionen. Detta med en avsevärd mängd ammoniak närvarande i stratosfären i motsats till troposfären, där ämnet normalt hittas.
I motsats till vad man förväntade sig, föll temperaturerna till normala nivåer i de stora nedslagen snabbare än i de små. Vid de stora nedslagsplatserna var temperaturen förhöjd över ett område på 15 000-20 000 km under en vecka. Vid de mindre nedslagen var temperaturen förhöjd med 10 K efter två veckor.
Den globala temperaturen i stratosfären ökade direkt efter nedslagen och föll till under normala temperaturer efter två till tre veckor, varefter temperaturen åter ökade till normala.

## Kollisionernas täthet

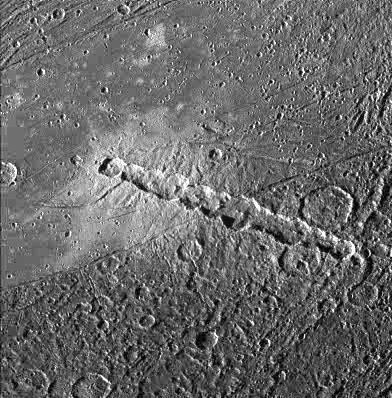
En rad av nedslagskratrar på Ganymedes, troligen orsakad av en liknande händelse. Bilden beskriver ett område som är 190 km tvärs över.

SL9 är inte den enda komet som har kretsat runt Jupiter en tid. Det är känt att åtminstone två andra kometer (82P/Gehrels och 111P/Helin-Roman-Crockett) har tillfälligt fångats in av planeten. Kometernas omloppsbanor runt Jupiter är instabila på grund av solens gravitation vid apoapsis.
Då Jupiter med bred marginal är den tyngsta planeten i solsystemet, händer det ofta att andra mindre himlakroppar fångas in. Men storleken på SL9 gör den unik. Man beräknar att kometer av storleksordningen 300 meter i diameter träffar planeten en gång på 500 år och att de som är 1,6 kilometer i diameter träffar planeten en gång på 6 000 år.
Det finns mycket starka bevis för att kometer nyligen har splittrats och kolliderat med Jupiter och dess satelliter. Under Voyagers uppdrag till planeten hittade forskare 13 kraterkedjor på Callisto och tre på Ganymedes. Liknande kraterkedjor finns även på månen, men där är den första kratern mycket större än de efterföljande. Månens kraterkedjor tros därför, till skillnad från de på Jupiters månar, vara ett resultat av att material har slungats ut från den första kratern och åter kraschat på månen. Kraterkedjorna på Jupiters månar tros istället vara ett resultat av söndersplittrade kometer liknande SL9.

## Jupiter som en "kosmisk dammsugare"
Shoemaker-Levy's kollision tydliggör Jupiters roll som en slags "kosmisk dammsugare" för det inre av solsystemet. Planetens starka dragningskraft gör att många mindre kometer och asteroider kolliderar med denna planet istället för att fortsätta inåt mot solen. Utan Jupiter skulle risken för att asteroider skulle kollidera med planeterna i det inre av solsystemet vara mycket högre.  Antalet kometnedslag på Jupiter tros vara mellan två tusen och åtta tusen gånger större än antalet kometnedslag på jorden.
Utrotningen av dinosaurierna vid slutet av Kritaperioden tros vara resultatet av det nedslag som skapade Chicxulubkratern för 65 miljoner år sedan. Detta visar att sådana nedslag är ett potentiellt hot mot livet på jorden.
Man har spekulerat över om högre organismer på jorden någonsin skulle ha utvecklats utan Jupiter som rensar upp.